# Gina Shay

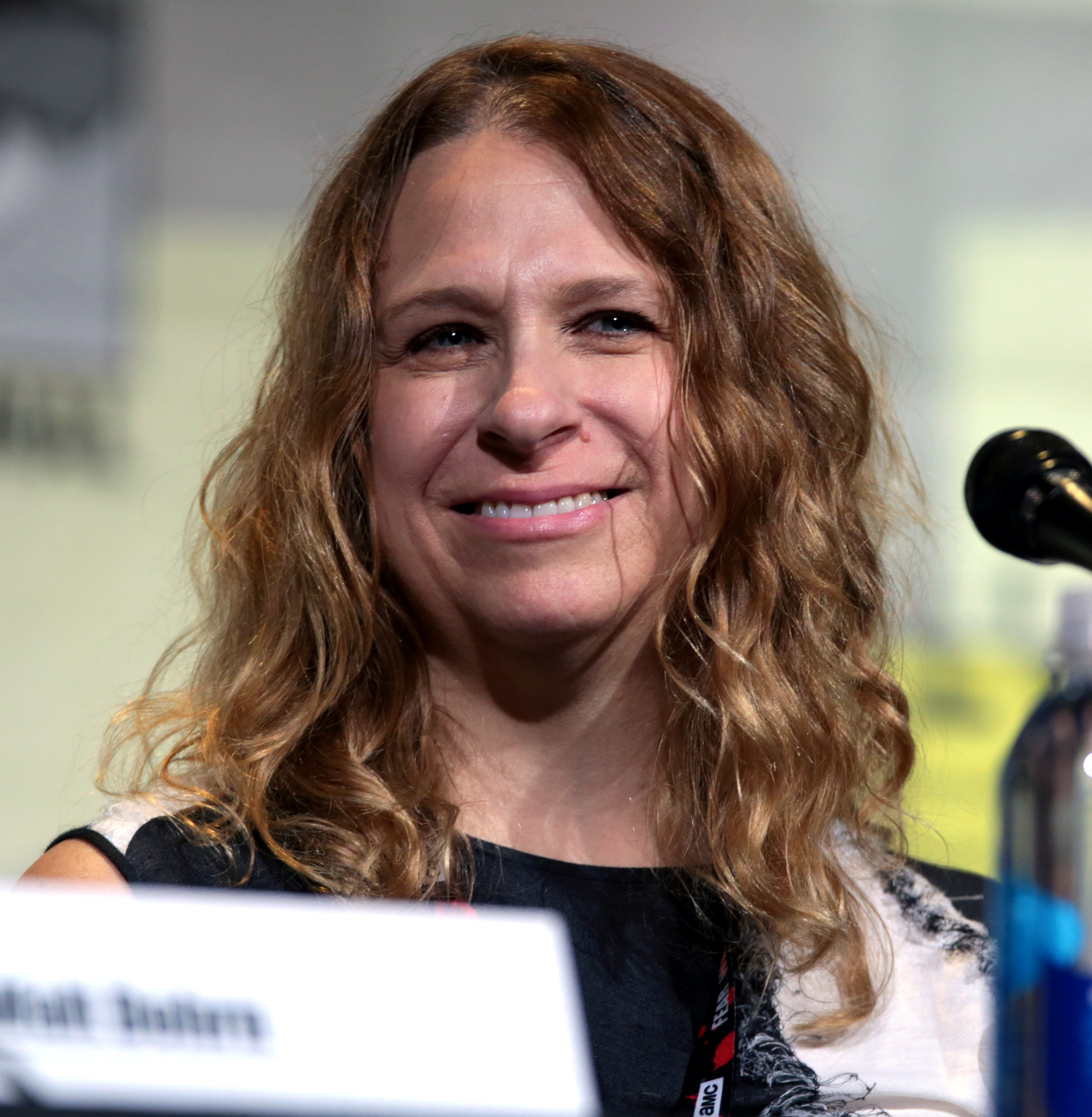
Gina Shay

Gina Shay (* 14. Januar 1972 in Baltimore, Maryland) ist eine US-amerikanische Filmproduzentin im Animationsfilm.

## Leben
Gina Shay ist seit Anfang der 1990er Jahre im Bereich der Animations-Produktion tätig. Sie koordinierte die Animationen bei Cool World (1992) und Die Schwanenprinzessin (1994). Danach war sie Co-Produzentin für Dineyfilme wie Winnie Puuh auf großer Reise (1997) und Pocahontas 2 – Die Reise in eine neue Welt (1998). Es folgte 1999 die Filmherstellungsleitung bei South Park: Der Film – größer, länger, ungeschnitten und Co-Produktion bei Jimmy Neutron – Der mutige Erfinder (2001) und Der SpongeBob Schwammkopf Film (2004).
Seit 2007 arbeitet sie für DreamWorks Animation, hier produzierte sie Für immer Shrek (2010), Trolls (2016) und deren beiden Fortsetzungen Trolls World Tour (2020) und Trolls – Gemeinsam Stark (2023).

## Filmografie (Auswahl)
- 2008: Shrek – Oh du Shrekliche (Shrek the Halls, Kurzfilm)
- 2010: Für immer Shrek (Shrek Forever After)
- 2016: Trolls
- 2020: Trolls World Tour
- 2023: Trolls – Gemeinsam Stark (Trolls Band Together)